# 寿製薬
寿製薬株式会社（ことぶきせいやく、英文社名:Kotobuki Pharmaceutical Co., Ltd.)は、長野県埴科郡坂城町に本社を置く日本の製薬会社。

## 沿革
- 1949年 - 寿製薬株式会社設立。主に生薬由来の医薬品を製造・販売[2]。
- 1965年 - 合成医薬品の製造・販売を開始。
- 1969年 - 新開発品：胃炎・潰瘍治療剤「マーズレン- S顆粒」国内発売。
- 1978年 - GMP (Good Manufacturing Practices) による製剤工場完成。総合研究所第一期工事完成。
- 1987年 - 総合研究所第二期工事完成　新薬開発本格化。
- 1989年 - RI（ラジオアイソトープ）研究施設完成。
- 1990年 - 中国において胃炎・潰瘍治療剤「麦滋林」（マーズレン- S顆粒）発売。
- 1993年 - GMP第二製剤工場完成。
- 2000年 - インドにおいて胃炎・潰瘍治療剤「GLUTAZENE」（マーズレン- S顆粒）発売。
- 2001年 - 新開発品：胃潰瘍治療剤「アズロキサ顆粒（エグアレン）」国内発売。
- 2003年 - 速崩壊性の錠剤「マーズレンES錠」国内発売。
- 2004年 - 韓国において、胃潰瘍治療剤「アズロキサ顆粒（エグアレン）」発売。医薬品医療機器総合機構からのGCP (Good Clinical Practices) 査察を受け適合。
- 2005年 - 合成原薬についての海外当局査察を受け適合。
- 2006年 - 「アズロキサ顆粒（エグアレン）」について医薬品医療機器総合機構からのGPMSP (Good Post-Marketing Surveillance Practices) 査察［市販後調査］を受け適合。
- 2008年 - 速崩壊性の錠剤「マーズレン配合錠0.5ES」国内発売。アズロキサ顆粒2.5％の効能・効果が「Ｈ2受容体拮抗薬との併用」に拡大。
- 2009年 - 速崩壊性の錠剤「マーズレン配合錠0.375ES」国内発売。
- 2010年 - 米国化学会（ACS）の医薬品化学部会にてKT6-971の招待講演を行う。
- 2011年 - 胃潰瘍治療剤「アズロキサ錠　15mg」国内発売。
- 2012年 - コレステロール吸収阻害剤KT6-971の開発番号をS-556971に変更。
- 2013年 - 新規2型糖尿病治療薬/SGLT2阻害剤イプラグリフロジン（アステラス製薬と共同開発）を国内承認申請。
- 2014年 - 新規2型糖尿病治療薬/選択的SGLT2阻害剤「スーグラ錠」（アステラス製薬と共同開発）が国内で製造販売承認を取得。
- 2018年 - 2型糖尿病治療薬配合剤「スージャヌ®配合錠」が、国内で製造販売承認を取得。
- 2018年 - 選択的SGLT2阻害剤「スーグラ®錠」日本において1型糖尿病の効能・効果および用法・用量追加の承認を取得。
- 2018年 - FLT3阻害剤「ゾスパタ®錠40mg」再発又は難治性のFLT3遺伝子変異陽性の急性骨髄性白血病治療薬として日本で新発売。
- 2018年 - FLT3阻害剤「XOSPATA®」成人の再発または難治性のFLT3遺伝子変異陽性急性骨髄性白血病治療薬として米国で新発売。
- 2018年 - 中国へ輸出中の胃炎・潰瘍治療剤マーズレン-S顆粒（中国名：麦滋林TM）が中国国家食品薬品監督管理総局（CFDA）から国際参考商品と独創的輸入商品に認定。
- 2019年 - FLT3阻害剤「XOSPATA®」単剤療法による再発または難治性のFLT3遺伝子変異陽性急性骨髄性白血病治療薬として欧州で販売承認を取得

## 社章
社章は創業者・故冨山節が考案したもので、創業以来使用されている。 
菱形は炭素からできるダイヤモンドを表す。6つのダイヤモンドで6角形をしているのは、様々な有機化合物の基本となるベンゼン環を意味し、象っているため。

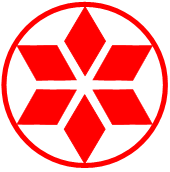

## 新ロゴマーク
2019年2月に創業70周年を迎えるに当たり、新ロゴマークを導入した。
新ロゴマークは、創業以来使用している社章と会社名、それに製薬（Pharma）を意識したものとなっている。さらに、グローバルに展開するため英語で表記されている。

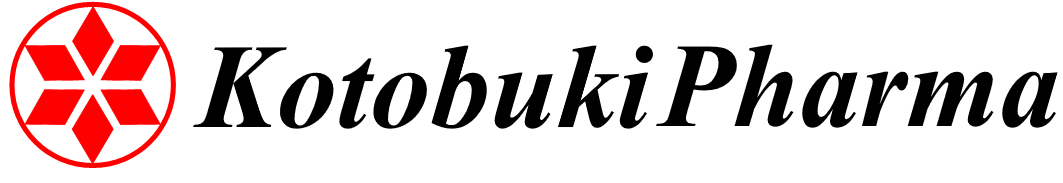

## 事務所
- 本社（長野県埴科郡坂城町）

### 営業拠点
- 東京事務所
- 大阪事務所

## 製品
- スーグラ®(SGLT-2阻害薬、2型糖尿病治療薬)
- マーズレンS配合顆粒（アズレンスルホン酸ナトリウム水和物・L-グルタミン、胃炎・潰瘍治療剤）
- アズロキサ顆粒2.5%（エグアレンナトリウム水和物、胃潰瘍治療剤）
- マーズレン配合錠0.375ES・0.5ES・1.0ES（アズレンスルホン酸ナトリウム水和物・L-グルタミン、胃炎・潰瘍治療剤）
- ジベトンS腸溶錠（ブホルミン塩酸塩、経口糖尿病治療剤）
- フェノフィブラートカプセル67mg・100mg「KTB」（フェノフィブラート、高脂血症治療剤）
- プロトポルト錠20mg（プロトポルフィリン二ナトリウム、肝機能改善剤）
- ムイロジン細粒10%（ベンズブロマロン、高尿酸血症改善剤）
- トラセミド錠4mg・8mg「KO」（ループ利尿剤）
- ロルノキシカム錠2mg・4mg「KO」（非ステロイド性消炎・鎮痛剤）
- ラマトロバン錠50mg・75mg「KO」（プロスタグランジンD2・トロンボキサンA2受容体拮抗剤、アレルギー性鼻炎治療剤）
- ゾニサミド錠100mg EX「KO」（抗てんかん剤）

## 提供番組
- 奥さまはホームドクター（テレビ信州、月～金 17:15～17:20）火・木曜日提供

## 主要取引先
- アステラス製薬株式会社
- MSD製薬株式会社
- EAファーマ株式会社
- 株式会社三和化学研究所

（順不同）

## 共同開発会社
- アステラス製薬

## 主要取引卸
- 株式会社スズケン
- 株式会社メディセオ
- アルフレッサ株式会社
- 東邦薬品株式会社
- 鍋林株式会社
- 株式会社バイタルネット
- 株式会社ほくやく
- 株式会社よんやく
- 株式会社神田大薬局
- 株式会社ケーエスケー
- 岩淵薬品株式会社
- 株式会社マルタケ
- 神戸医師協同組合
- 中澤氏家薬業株式会社

（順不同）他